# Cassetta di trasformazione Abarth per la Fiat 600
Negli anni cinquanta Carlo Abarth, fondatore della ditta Abarth e leggendario preparatore delle piccole Fiat, mette in vendita alcune cassette di trasformazione per aggiornare la 600 verso la 750 Abarth da lui preparata, destinate agli appassionati di meccanica che intendano cimentarsi nell'elaborazione della propria vettura o di automobili di clienti.

## Storia
Propone due cassette, una per la modifica completa al prezzo di 250.000 lire e una per la piccola modifica a 52.000 lire che si limita ad aspirazione e scarico. Quando la Fiat decide di porre sul mercato le auto preparate dalla premiata ditta Abarth le cassette paiono destinate a tramontare ma Abarth stesso decide di proporle ancora ai privati come kit per aggiornare auto già preparate (freni con nuovi materiali, sospensioni, motori estremi).

## Descrizione
La tipica cassetta contiene parti meccaniche, attrezzi speciali necessari al montaggio e un libretto d'istruzioni per eseguire il lavoro da sé. Sono proposte varie cassette che differiscono per il rapporto di compressione finale ottenuto dopo la trasformazione: le più spinte sono le Mille Miglia, destinate alla competizione e poco affidabili nell'uso quotidiano, richiedono benzina ad elevato numero di ottano difficile da reperire. A corredo sono distribuiti calandra, borchie, maschietti e fregi Abarth, e una latta di olio Castrol per motori sportivi. A richiesta si può comprare con 390.000 lire l'intera scatola del cambio
121 Abarth a 5 rapporti ravvicinati, coppa dell'olio larga e ribassata da 8 kg di capacità che permette di abbassare l'assetto della vettura e a scongiurare il cattivo pescaggio in curva dovuto a eccessivo rollio dell'olio nella coppa. Sempre a richiesta si possono acquistare per 64.000 lire i freni a disco.

## La presentazione
Queste le parole di Carlo Abarth alla presentazione della sua cassetta di trasformazione: «Un giorno venne a trovarci un vecchio ed espertissimo meccanico, noto come mago dei motori da competizione, che non aveva mai lavorato con i nostri materiali. Dopo aver minuziosamente visitato i vari reparti dove si allestivano i particolari speciali della 750 chiese se tutto quanto aveva visto era in vendita e avuta una risposta affermativa esclamò: "Se le cose stanno così, perché debbo continuare ad ammattirmi per equilibrare bielle, lucidare alberi a gomiti, tarare molle, lavorare le teste, pesare i pistoni, quando posso comprare tutto perfettamente controllato?" Confessiamo che ci sentimmo orgogliosi. Il nostro visitatore con poche parole aveva puntualizzato lo scopo che ci eravamo prefissi: offrire ai meccanici un insieme di materiali garantiti, in modo da permettere a una qualsiasi officina di modificare sostanzialmente la Fiat 600. Con questo non vogliamo dire che prima non fosse possibile aumentare il rendimento di una vettura; tuttavia mai nessuno aveva studiato una trasformazione completa di una macchina in tipo Gran Turismo, regolarmente omologata, mettendo a disposizione ai meccanici un complesso di particolari e un bagaglio tecnico sufficiente per eseguire lo stesso lavoro delle Case costruttrici. Abbiamo inteso crearci degli amici tra i meccanici che, come noi, hanno la passione della velocità fornendo loro quanto la nostra esperienza e la maggior possibilità di studio ci ha permesso di realizzare. In nessun modo vogliamo essere dei monopolisti delle trasformazioni in 750, anzi, per non lasciar nascere dei dubbi, noi non accettiamo di trasformare vetture già immatricolate. Il meccanico può avere materiali e consigli, può venire nella nostra officina per seguire un corso d'istruzione, può insomma trovare i mezzi per procurarsi nuovo lavoro e crearsi una nuova specializzazione. Nella cassetta c'è tutto quanto montiamo sulle vetture da noi trasformate, dall'albero motore al marchio della nostra casa, dal radiatore alle guarnizioni. Ogni modifica, ogni particolarità tecnica viene tempestivamente segnalata a mezzo di comunicati distribuiti a tutti i nostri collaboratori. Chi lo desidera può anche comprare particolari sciolti e trasformare il motore solo in parte; però il prezzo della cassetta completa è inferiore alla somma dei prezzi dei singoli particolari. Inoltre chi trasforma completamente una macchina con carrozzeria di serie ha diritto alla dichiarazione da parte della nostra Ditta e può di conseguenza immatricolare la vettura come "derivazione Abarth 750" e correre nella categoria Gran Turismo, mentre questo vantaggio non l'acquista chi si limita a comprare singoli particolari».
La cassetta costava, nel 1955, 255.000 lire e la 600 costava 590.000 lire. La spesa non era indifferente rispetto al prezzo della vettura però l'iniziativa ebbe grande successo. L'incremento di prestazioni è notevole: il rapporto di compressione passa da 7,8:1 a 9:1, la potenza passa dai 21,5 CV a 4600 rpm ai 41,5 CV a 5500 rpm, la coppia motrice massima passa dai 4 kgm a 2800 rpm ai 5,5 kgm a 4000 rpm.

## Composizione
Una cassetta completa contiene:
| codice | quantità | descrizione                                                                                           |
| ------ | -------- | --- |
| 101    | 1        | albero a gomiti                                                                                       |
| 102    | 4        | tappi per albero a gomiti                                                                             |
| 103    | 4        | pistoni                                                                                               |
| 104    | 4        | spinotti in acciaio cementato e temperato                                                             |
| 105    | 8        | anellini ferma spinotti                                                                               |
| 106    | 8        | segmenti di compressione                                                                              |
| 107    | 4        | segmenti raschiaolio                                                                                  |
| 108    | 1        | albero a camme                                                                                        |
| 109    | 1        | guarnizione della testata                                                                             |
| 110    | 4        | valvole di aspirazione                                                                                |
| 111    | 4        | valvole di scarico                                                                                    |
| 112    | 1        | collettore di aspirazione                                                                             |
| 113    | 1        | guarnizione di aspirazione superiore                                                                  |
| 114    | 1        | guarnizione di aspirazione inferiore                                                                  |
| 115    | 1        | carburatore Weber 32 con pompa                                                                        |
| 116    | 2        | bulloni con rosetta e dadi per fissaggio carburatore                                                  |
| 117    | 1        | astina di comando carburatore                                                                         |
| 118    | 1        | serie completa particolari comando starter                                                            |
| 119    | 1        | gancio attacco fili candela                                                                           |
| 120    | 1        | filtro dell'aria                                                                                      |
| 121    | 1        | tubazione benzina                                                                                     |
| 122    | 2        | tubazioni sfiato olio                                                                                 |
| 123    | 1        | impianto accoppiato completo di marmitta a 2 scappamenti, flange, guarnizioni e collettore di scarico |
| 124    | 1        | lamierino passaggio tubi marmitta                                                                     |
| 125    | 4        | viti di fissaggio lamierino per passaggio tubi marmitta                                               |
| 126    | 1        | ingranaggio in acciaio per albero pompa olio                                                          |
| 127    | 1        | puleggia della dinamo                                                                                 |
| 128    | 1        | cinghia per puleggia                                                                                  |
| 129    | 1        | radiatore                                                                                             |
| 130    | 2        | manicotti in gomma per radiatore                                                                      |
| 131    | 6        | fascette americane T1                                                                                 |
| 132    | 1        | serie grembiulini per radiatore                                                                       |
| 133    | 1        | vite con doppio dado per fissaggio leva comando termostato                                            |
| 134    | 1        | guarnizione per montaggio termostato in piombo                                                        |
| 135    | 6        | molle frizione                                                                                        |
| 136    | 1        | quadrante tachimetro                                                                                  |
| 137    | 1        | coppia ingranaggi tachimetro                                                                          |
| 138    | 1        | rapporto al ponte 8:39                                                                                |
| 139    | 1        | serie calandra e fregi laterali                                                                       |
| 140    | 1        | scudetto Abarth                                                                                       |
| 141    | 1        | fregio cofano                                                                                         |
| 142    | 1        | distintivo Abarth                                                                                     |
| 143    | 1        | serie scritture cromate                                                                               |
| 144    | 1        | serie coppe per ruote con galletti dotati di scudetto e attacco                                       |
| 145    | 10       | bulloni a testa esagonale in acciaio R100 con gambo e filetto rettificato                             |
| 146    | 1        | guarnizione in rame e amianto per collettore scarico                                                  |
| 147    | 6        | lattine di olio Castrol                                                                               |